# Synchiropus australis
Synchiropus australis är en fiskart som först beskrevs av Tetsuji Nakabo och Mckay, 1989.  Synchiropus australis ingår i släktet Synchiropus och familjen sjökocksfiskar. Inga underarter finns listade i Catalogue of Life.